# ヴェリー・ベスト・オブ・バナナラマ
『ヴェリー・ベスト・オブ・バナナラマ』（The Very Best of Bananarama）は、2001年にリリースされたバナナラマのベスト・アルバム。

## 概要
グループのデビューから20周年を記念して発売されたベスト・アルバム。

## 収録曲
| #   | タイトル                                                                              | 作詞・作曲 | 時間 |
| --- | ------------------------------------------------------------------------------------- | --- | ---- |
| 1.  | 「ヴィーナス」(Venus)                                                                 | ロビー・ファン・レーベン                                                                                               | 3:40 |
| 2.  | 「第一級恋愛罪」(Love in the First Degree)                                            | サラ・ダリン、シヴォーン・ファーイ、カレン・ウッドワード、マイク・ストック、マット・エイトキン、ピート・ウォーターマン | 3:33 |
| 3.  | 「愛しのロバート・デニーロ」(Robert De Niro's Waiting...)                             | ジョリー&スウェイン、ダリン、ファーイ、ウッドワード                                                                    | 3:43 |
| 4.  | 「アイ・ハード・ア・ルーマー (噂)」(I Heard a Rumour)                                 | ダリン、ウッドワード、ファーイ、ストック、エイトキン、ウォーターマン                                                   | 3:25 |
| 5.  | 「クルーエル・サマー (ちぎれたハート)」(Cruel Summer)                                 | ジョリー&スウェイン、ダリン、ファーイ、ウッドワード                                                                    | 3:35 |
| 6.  | 「キスしてグッバイ」(Na Na Hey Hey Kiss Him Goodbye)                                  | ポール・レカ、ゲイリー・デカルロ、デール・フラシュアー                                                                 | 3:30 |
| 7.  | 「イット・エイント・ホワット・ユー・ドゥ」(It Ain't What You Do...)                   | サイ・オリヴァー、トラミー・ヤング                                                                                     | 2:54 |
| 8.  | 「リアリー・セイング・サムシング」(Really Saying Something)                           | ノーマン・ホィットフィールド、ウィリアム・スティーヴンソン、エドワード・ホーランド・ジュニア                           | 2:45 |
| 9.  | 「アイ・ウォント・ユー・バック」(I Want You Back)                                     | ダリン、ウッドワード、ファーイ、ストック、エイトキン、ウォーターマン                                                   | 3:47 |
| 10. | 「ネイザン・ジョーンズ」(Nathan Jones)                                                | レナード・カストン、キャシー・ウェイクフィールド                                                                       | 3:03 |
| 11. | 「シャイ・ボーイ」(Shy Boy)                                                           | ジョリー&スウェイン | 3:16 |
| 12. | 「モア・モア・モア」(More, More, More)                                                | グレッグ・ダイアモンド                                                                                                 | 3:08 |
| 13. | 「オンリー・ユア・ラヴ」(Only Your Love)                                              | Dallin、ユース、アンディ・ケイン                                                                                       | 3:58 |
| 14. | 「アイ・キャント・ヘルプ・イット」(I Can't Help It)                                   | ダリン、ウッドワード、ファーイ、ストック、エイトキン、ウォーターマン                                                   | 3:32 |
| 15. | 「ラヴ、トゥルース&オネスティ」(Love, Truth & Honestly)                               | ダリン、ジャッキー・オサリヴァン、ウッドワード、ストック、エイトキン、ウォーターマン                                   | 3:25 |
| 16. | 「ラフ・ジャスティス」(Rough Justice)                                                 | ジョリー&スウェイン、ダリン、ファーイ、ウッドワード                                                                    | 3:38 |
| 17. | 「ラスト・シング・オン・マイ・マインド」(Last Thing on My Mind)                       | ダリン、ウッドワード、ストック、ウォーターマン                                                                         | 3:35 |
| 18. | 「ロング・トレイン・ランニン」(Long Train Running)                                    | トム・ジョンストン | 3:31 |
| 19. | 「プリーチャー・マン」(Preacher Man)                                                  | ダリン、ユース、ケイン                                                                                                 | 3:15 |
| 20. | 「ムーヴィン・オン」(Movin' On)                                                       | ダリン、ウッドワード、ストック、ウォーターマン                                                                         | 4:38 |
| 21. | 「ヘルプ」(Help! (with Lananeeneenoonoo))                                             | レノン＝マッカートニー                                                                                                 | 2:58 |
| 22. | 「アイ・ハード・ア・ルーマー(噂) (マイアミ・ミックス)」(I Heard a Rumour (Miami Mix)) | | 7:13 |